# Antônio II de Constantinopla
Antônio II de Constantinopla (em grego medieval: Αντώνιος Β΄ Καυλέας; romaniz.: Antōnios II Kauleas), dito Cáulea (Kauleas), foi o patriarca de Constantinopla de 893 até a sua morte, em 12 de fevereiro de 901.

## Biografia
Um monge já aos doze anos de idade, Antônio Cáulea se tornou padre e o abade de um mosteiro cujo nome se perdeu. Ele chamou a atenção de Estiliano Zautzes, o todo-poderoso ministro do imperador bizantino Leão VI, o Sábio. Antônio tinha apoiado Leão contra o antigo patriarca Fócio e tinha contribuído para a pacificação da Igreja ao efetivar uma solução de compromisso entre os que apoiavam Fócio e o patriarca Inácio. O imperador então apontou Antônio após a morte de seu próprio irmão, o patriarca Estevão, em 893.
O patriarca Antônio II era um homem piedoso que dotava as fundações monásticas e fundou - ou refundou - o mosteiro de Kaulea, com o apoio do imperador, que pregou na dedicação da igreja. Enterrado na igreja de seu mosteiro, diversos milagres lhe foram atribuídos. Ele foi canonizado como um santo tanto pela Igreja Ortodoxa quanto pela Católica e sua festa é no dia 12 de fevereiro.